# 阿尔吉尔达斯

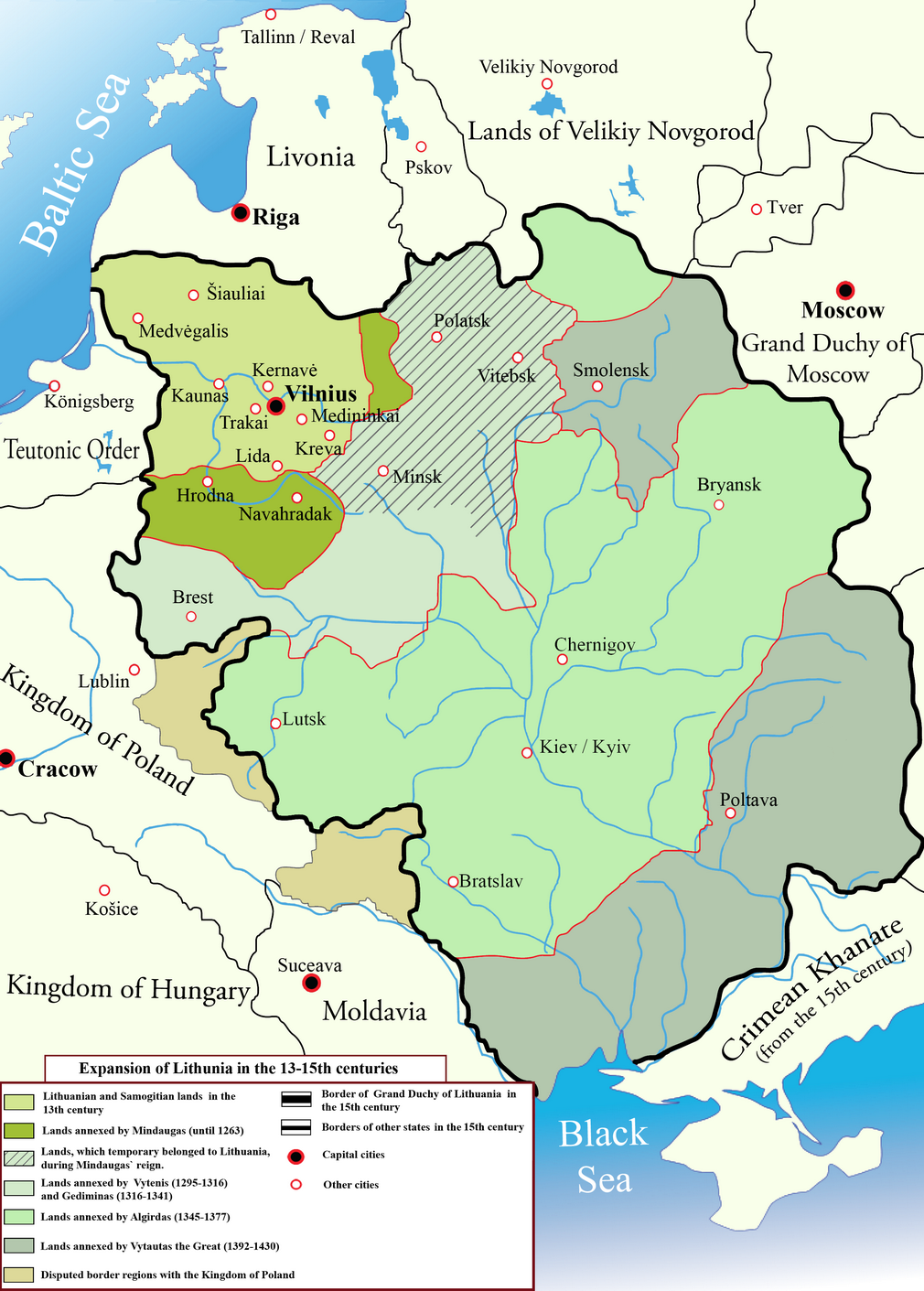
立陶宛大公國的擴張圖：圖中央的淡綠區是阿尔吉尔达斯大公任內（1345-1377年）占領、收服的土邦，擴張關鍵是1362年於藍水戰役中大敗金帳汗國、取得基輔；圖中的東北和東南角的灰綠區，則是其姪兒维陶塔斯大帝任內（1392-1430年）奪取的領土和土邦

阿尔吉尔达斯（约1296年-1377年5月）是中世纪时立陶宛的统治者之一；立陶宛大公。他在1345年至1377年间，作为格迪米纳斯之子，他在其兄弟科斯圖提斯（特拉凯公爵，负责防御大公国境西侧，治所在特拉凯）的辅佐下统治着东部的立陶宛和鲁塞尼亚人。在致君士坦丁堡普世牧首的信中，阿尔吉尔达斯自称立陶宛皇帝（Βασιλεα Λιτβων），他也是唯一使用这一称号的立陶宛君主。
阿尔吉尔达斯为格迪米纳斯第三子，他的政治生涯始于一场由其父安排的政治联姻，他迎娶了维帖布斯克公爵的女儿并继承了公爵的领地。在他的弟弟尧努蒂斯在位期间，阿尔吉尔达斯是克雷瓦和维帖布斯克公爵。之后，他与凯斯提图斯合谋将尧努蒂斯废位并自己担任大公。1362年他于第聂伯河草原附近的蓝水之役击败蒙古金帳汗國，向东北方向扩张至莫斯科和特维尔一带。其东面是莫斯科大公国，西面是条顿骑士团，东南面是金帐汗国，西南面是波兰。除了波兰以外，其余势力都对他的国家具有威胁。而他与波兰国王卡齐米日三世的关系也围绕着沃里尼亚地区的主权问题多多少少有些摩擦，不过两者之间仍能够用条约的方式管束分歧。阿尔吉尔达斯对鞑靼人的武功是显赫的，不光击败鞑靼人，他还使小波多里亚摆脱了金帐汗国的统治。不过他对莫斯科大公国的战争则未能遂其所愿，尽管他联合了特维尔（迎娶了特维尔大公之女乌里亚娜）和斯摩棱斯克联合攻打莫斯科多达三次（1368年、1370年、1372年）。为了制衡莫斯科，阿尔吉尔达斯也曾于向金帐汗札尼别派遣使者，不过札尼别拒绝与他结盟。阿尔吉尔达斯最终于一场和条顿骑士团的纷争途中去世，死后按立陶宛本土宗教仪轨被火葬，殉葬的有他的十八匹战马。据史料记载，阿尔吉尔达斯不饮酒，秉性沉稳，知性深邃，善巧术。
阿尔吉尔达斯本人不是基督徒，但他对基督教是宽容的。他的两名妻子，乌里亚娜和玛利亚都是正教徒。为了与莫斯科争夺在俄罗斯的影响力，他曾与普世牧首在基辅设立过一个全俄都主教的位置。在他当政时期和去世后，他的兄弟、子孙纷纷放弃了立陶宛本土的原始多神信仰。在匈牙利的侵攻下，他的兄弟、加里奇的柳巴尔塔斯改宗天主教。他的儿子之一卡里布塔斯于1380年改宗东正教以便管理他封地的正教子民。而继承他的约盖拉更是在改宗天主教后成为了波兰国王。这一大规模的家族改宗并非没有背后的利益驱动。在格迪米纳斯在位时期，通过对留里克家族的侵略来攫取大片土地和公国的策略在阿尔吉尔达斯当政期间已经逐渐失效了，然而人数众多的立陶宛公子公孙仍然等着要封地，这给立陶宛的当政者以极大的压力。原先作为界分欧洲东正教和天主教边界的立陶宛多神教在阿尔吉尔达斯时期日渐式微。格迪米纳斯的后裔们发现如果不按照其统治区域人民的信仰来改宗，他们可能会由此惹上极大的麻烦（比如阿尔吉尔达斯之子斯基尔盖拉因为没有改宗东正教而遭其领民驱逐出境）。

阿尔吉尔达斯的纹章，后来成为了立陶宛的国徽。

## 子女
與維捷布斯克的瑪麗亞：
- 安德烈（英语：Andrei of Polotsk）
- 德米特里（英语：Dmitry of Bryansk）
- 康斯坦丁
- 弗拉迪米爾（英语：Vladimir Olgerdovich）
- 費奧多爾
- 阿格里皮娜

與特維爾的烏麗亞娜：
- 雅蓋沃
- 斯齊爾蓋拉（英语：Skirgaila）
- 卡里布塔斯（英语：Kaributas）
- 盧格維尼
- 卡里蓋拉（英语：Karigaila）
- 維堪塔斯（英语：Vygantas）
- 斯維特里蓋拉（英语：Švitrigaila）
- 亞歷山德拉（英语：Alexandra of Lithuania），馬佐夫舍公爵謝莫維特四世夫人